# Ministère de la Sécurité publique (Chine)
Pour les articles homonymes, voir Ministère de la Sécurité publique.

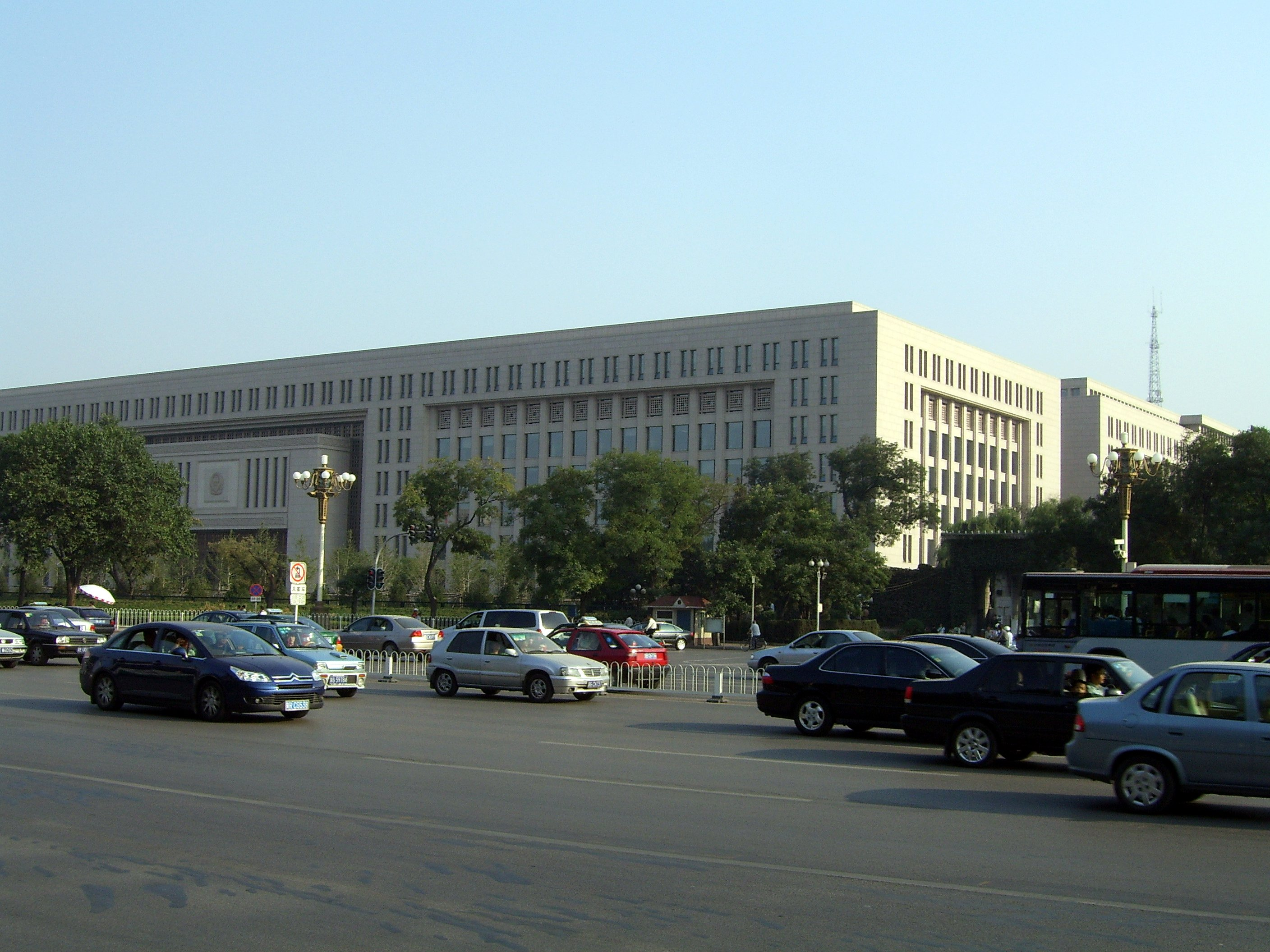
Ministère de la Sécurité publique à Pékin.

Le ministère de la Sécurité publique de la république populaire de Chine (MSP) (公安部, pinyin : gōng ān bù, Gonganbu) est la principale autorité policière en république populaire de Chine et l’agence responsable de la plupart des missions de police quotidiennes.
Le ministère est placé sous la responsabilité directe du Conseil des affaires de l'État de la république populaire de Chine.

## Histoire du ministère de la Sécurité publique
Le ministère de la Sécurité publique fut fondé en octobre 1949 lors de la victoire du Parti communiste chinois lors de la guerre civile chinoise ; il comptait 300 000 employés dans les années 1950 contre 750 000 selon des estimations en 1992.
Depuis 2022, le ministre de la Sécurité publique est Wang Xiaohong.

### Liste des ministres de la Sécurité publique
| N° | Nom               | Mandat                         |
| -- | ----------------- | ------------------------------ |
| 1  | Luo Ruiqing       | octobre 1949 – septembre 1959  |
| 2  | Xie Fuzhi         | septembre 1959 – mars 1972     |
| 3  | Li Zhen[Lequel ?] | mars 1972 - octobre 1973       |
| 4  | Hua Guofeng       | octobre 1973 - mars 1977       |
| 5  | Zhao Cangbi       | mars 1977 - avril 1983         |
| 6  | Liu Fuzhi         | mai 1983 - août 1985           |
| 7  | Ruan Chongwu      | septembre 1985 - mars 1987     |
| 8  | Wang Fang         | avril 1987 - novembre 1990     |
| 9  | Tao Siju          | décembre 1990 - mars 1998      |
| 10 | Jia Chunwang      | mars 1998 - décembre 2002      |
| 11 | Zhou Yongkang     | décembre 2002 - octobre 2007   |
| 12 | Meng Jianzhu      | octobre 2007 - décembre 2012   |
| 13 | Guo Shengkun      | décembre 2012 - décembre 2017  |
| 14 | Zhao Kezhi        | 4 décembre 2017 - 24 juin 2022 |
| 15 | Wang Xiaohong     | 24 juin 2022 - en fonction     |

## Missions

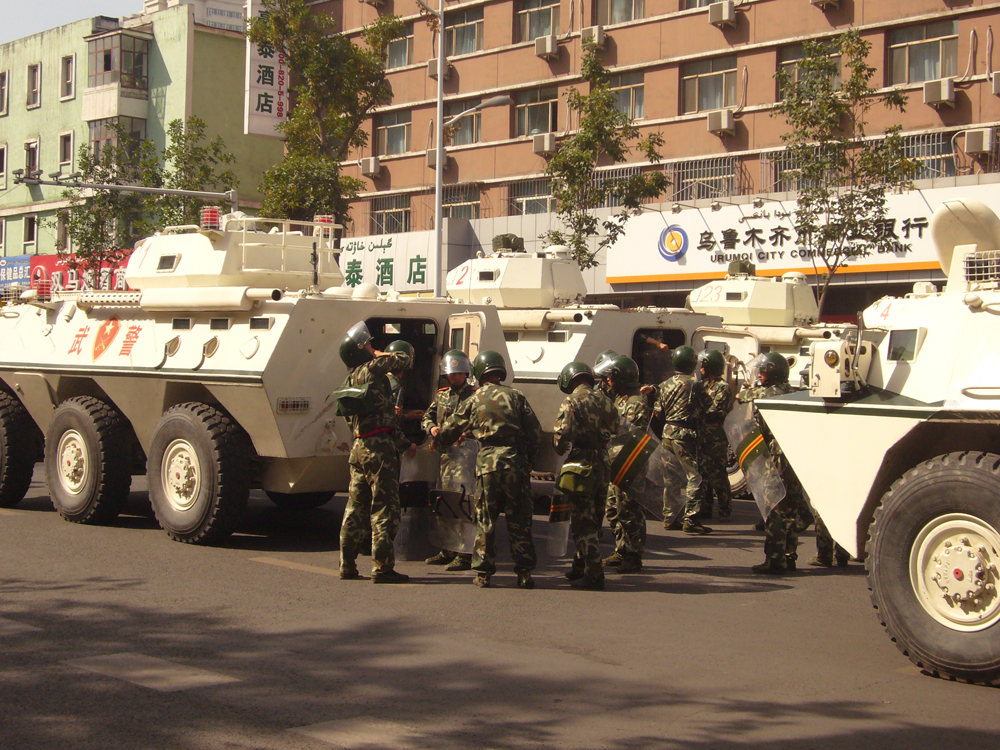
Unité de la police armée du peuple lors des émeutes au Xinjiang de 2009 équipé de blindés WZ551.

Le MSP est l’agence principale de sécurité en république populaire de Chine ; il est l’équivalent de l’Agence nationale de la police au Japon.
Il est chargé, entre autres, de la lutte contre les opposants politiques, contre le crime organisé (Triades), de la gestion du laogai (organisation gouvernementale chargée des camps de travail) et du huji (système de fichage des ménages).
Le MSP n’a pas de fonctions paramilitaires, qui sont du ressort de la Police armée du peuple, dont le commandement et l'administration sont assurés par une structure duale entre ce ministère et le Commission militaire centrale.
En 2013, il est annoncé que les diverses administrations chargées de faire respecter la loi dans les zones maritimes (douanes, garde-côtes, surveillance des pêches...) seront placées sous l'autorité de l'administration océanique d’État dépendant du ministère du Territoire et des Ressources naturelles, mais que la direction opérationnelle pour le maintien de l'ordre seront confiée au ministère de la Sécurité publique.
Jusqu'en 1983, le contre-espionnage et la surveillance intérieure échoyaient au ministère de la Sécurité publique. Ces activités ont ensuite été transférées au ministère de la Sécurité d’État nouvellement institué. Hong Kong et Macao ont leurs propres forces de police.
En France, les activités du MSP sur le territoire français via des associations (Amours et cœurs unis) sont décrits dans le documentaire d'Envoyé spécial le 2 mai 2024. L'émission documente aussi les menaces, pressions et manipulations auxquelles se livre le MSP sur le territoire français vis-à-vis de ses ressortissants afin de pratiquer des exfiltrations de force. Selon l'ONG Safeguard Defenders, le MSP a procédé a l'enlèvement de plus de 12 000 personnes dans le monde ces dix dernières années. Ces opérations illégales s'inscrivent dans le cadre d'une opération plus vaste dénommée « Chasse aux renards » lancée en 2014. Cette opération était à l'origine destinée à contrôler les officiels corrompus mais est dirigée contre tous les ressortissants chinois à l'étranger en 2024,,.
Le gouvernement chinois indique (en anglais) à propos des activités du ministère de la Sécurité publique :

« I. Responsabilités et structures des Agences de sécurité publique en Chine
Les responsabilités des Agences de sécurité publique en Chine inclus : la prévention, la suppression et l'investigation des activités criminelles ; la lutte contre les activités terroristes ; le maintien de la sécurité sociale et de l'ordre ; le contrôle de la circulation, les incendies, les objets dangereux et les métiers ; l'administration de l'enregistrement des ménages, les cartes d'identité, la nationalité, l'entrée, la sortie, le séjour et les frais de voyage des étrangers en Chine ; le maintien de la sécurité à la frontière, la protection des personnes, lieux et installations affectés aux services de l’État, la gestion des rassemblements, des défilés et des manifestations ; la sécurité de l'information, des réseaux de supervision et de l'instruction des travaux de sécurité dans les organes étatiques, les associations, les entreprises et d'importants chantiers de construction et à l'instruction de la prévention de la criminalité de la communauté de travail des commissions de sécurité.
Le ministère de la Sécurité publique (MPS) est l'organisation fonctionnelle relevant du Conseil d'État chargé de la sécurité publique travaillant au niveau national. Les départements de la sécurité publique sont établis dans les provinces et régions autonomes ; Les bureaux métropolitains de la sécurité publique sont mis en direct municipalités ; bureaux de la sécurité publique ou divisions sont affectés à des villes et des préfectures, des sous-bureaux sont exposées dans les sous-régions, des villes (sous la direction directe de leur supérieur hiérarchique, les organismes de sécurité publique), les bureaux de sécurité publique sont définis dans les xian et les bannières, sous la direction de leurs gouvernements locaux et les organismes de sécurité publique supérieure. Les différents postes de police sont directement subordonnés aux bureaux de la sécurité publique et des sous-bureaux de comtés, les villes et les bannières.
Au sein du MPS, est organisé en divers départements tels que : le secrétariat général, la supervision et la formation du personnel, les relations publiques, l'investigation de la criminalité économique, l'administration de l'ordre public, le contrôle des frontières, les enquêtes criminelles, l'administration d'entrée et de sortie, le contrôle des incendies, la protection de la sécurité, de l'information de sécurité de réseau Supervision, administration pénitentiaire, contrôle de la circulation, des affaires juridiques, de la coopération internationale, de la logistique et des finances, le contrôle des drogues, de la science et de la technologie, la lutte contre le terrorisme et info-communications, en supposant fonctions respectives. Les chemins de fer, la navigation, l'aviation civile, de la sylviculture et de lutte contre la contrebande départements de la sécurité publique sont sous la double administration de leurs supérieurs et de l'administration de MPS.
II. Dirigeants actuels
Ministre : Zhou Yongkang »